# Франклін Тауншип (округ Глостер, Нью-Джерсі)
Франклін Тауншип (англ. Franklin Township) — селище в США, в окрузі Глостер штату Нью-Джерсі. Населення — 16 380 осіб (2020).

## Демографія
Згідно з переписом 2010 року, у селищі мешкало 16 820 осіб у 5849 домогосподарствах у складі 4564 родин. Було 6104 помешкання
Расовий склад населення:
| - 88,4 % — білих - 7,2 % — чорних або афроамериканців - 1,3 % — азіатів - 0,2 % — корінних американців - 1,0 % — осіб інших рас |

До двох чи більше рас належало 1,8 %. Частка іспаномовних становила 4,5 % від усіх жителів.
За віковим діапазоном населення розподілялося таким чином: 24,0 % — особи молодші 18 років, 65,5 % — особи у віці 18—64 років, 10,5 % — особи у віці 65 років та старші. Медіана віку мешканця становила 40,0 року. На 100 осіб жіночої статі у селищі припадало 100,5 чоловіків;  на 100 жінок у віці від 18 років та старших — 97,5 чоловіків також старших 18 років.
Середній дохід на одне домашнє господарство  становив 87 600 доларів США (медіана — 77 739), а середній дохід на одну сім'ю — 95 065 доларів (медіана — 82 473). Медіана доходів становила 56 573 долари для чоловіків та 50 033 долари для жінок. За межею бідності перебувало 7,8 % осіб, у тому числі 8,6 % дітей у віці до 18 років та 8,7 % осіб у віці 65 років та старших.
Цивільне працевлаштоване населення становило 8078 осіб. Основні галузі зайнятості: освіта, охорона здоров'я та соціальна допомога — 25,5 %, роздрібна торгівля — 12,9 %, будівництво — 11,0 %, науковці, спеціалісти, менеджери — 10,7 %.